# Epanodos
Epanodos (gr. ἐπάνοδος epánodos, forma zlatynizowana epanodus; łac. regressio) – figura retoryczna, uzupełnienie, zaakcentowanie czegoś, co zostało już wcześniej wyrażone lub też powrót do głównego tematu mowy po wprowadzeniu dygresji.